# 1972
1972 (MCMLXXII) je bilo prestopno leto, ki se je po gregorijanskem koledarju začelo na torek. Po meritvah univerzalnega koordiniranega časa so letu dodali še dve prestopni sekundi in 1972 je bilo najdaljše leto odtlej.

## Dogodki
- 1. januar - Kurt Waldheim postane generalni sekretar OZN.
- 4. januar - na trg pride HP-35 proizvajalca Hewlett-Packard, prvi znanstveni žepni kalkulator na svetu.
- 5. januar - ameriški predsednik Richard Nixon podpiše ukaz o razvoju programa Space shuttle.
- 14. januar - Margareta II. Danska nasledi svojega očeta Frederika IX., na danskem prestolu.
- 26. januar - srbska stevardesa Vesna Vulović preživi padec več kot 10.000 m po eksploziji potniškega letala nad Češkoslovaško zaradi terorističnega napada.
- 30. januar - krvava nedelja: britanska vojska prične streljati na protestnike v severnoirskem mestu Derry in jih 14 ubije.
- 31. januar - Birendra postane nepalski kralj.
- 2. februar - na Irskem izbruhnejo množične protibritanske demonstracije, med katerimi je požgano britansko veleposlaništvo in več poslovnih prostorov.
- 3. – 13. februar - v japonskem Saporu potekajo XI. zimske olimpijske igre.
- 4. februar - sonda Mariner 9 pošlje na Zemljo prve fotografije Marsa.
- 17. februar - Volkswagnov hrošč preseže prodajo Fordovega modela T.
- 2. marec - NASA izstreli sondo Pioneer 10, ki bo kasneje postala prvi predmet človekove izdelave, ki je zapustil Osončje.
- 16. marec - jugoslovanske oblasti razglasijo izredne razmere zaradi izbruha črnih koz na Kosovu, zadnjega velikega izbruha črnih koz v Evropi.
- 30. marec - vietnamska vojna: severnovietnamske sile vstopijo v demilitarizirano cono Južnega Vietnama in sprožijo t. i. velikonočno ofenzivo.
- 10. april - 
  - 70 držav na čelu z ZDA in Sovjetsko zvezo podpiše Konvencijo o biološkem in toksičnem orožju.
  - potres z močjo 7,0 po Richterjevi lestvici prizadene iransko pokrajino Fars in zahteva okrog 5000 življenj.
- 16. april - proti Luni je izstreljena odprava Apollo 16 z astronavti Johnom Youngom, Kenom Mattinglyjem in Charliejem Dukeom na krovu.
- 15. maj - oborožene sile Združenih držav Amerike formalno vrnejo otok Okinava Japonski po 27 letih zasedbe.
- 21. maj - duševno moteni Madžar Laszlo Toth napade Michelangelov kip Pietà v Rimu z geološkim kladivom in ga močno poškoduje.
- 22. maj - s sprejetjem nove ustave je Cejlon preoblikovan v republiko Šrilanko; za predsednico vlade je imenovana Sirimavo Bandaranaike.
- 26. maj - Richard Nixon in Leonid Brežnjev podpišeta dogovora o omejevanju strateške oborožitve in protibalističnih izstrelkov ter več drugih med srečanjem v Moskvi.
- 1. junij - iraška vlada nacionalizira Iraško naftno družbo.
- 2. junij - po strelskem obračunu v Frankfurtu je aretiranih več članov Frakcije rdeče armade z Andreasom Baaderjem na čelu.
- 17. junij - afera Watergate: policija aretira pet operativcev Bele hiše zaradi vloma v prostore Nacionalne komisije Demokratske stranke.
- 21. julij - krvavi petek: v Belfastu na Severnem Irskem eksplodira 22 bomb, ki so jih nastavili pripadniki Začasne Ire; umre 9 ljudi, 130 je huje ranjenih.
- 31. julij - britanska vojska prične z operacijo Motorman, ponovno vzpostavitvijo nadzora nad območji pod nadzorom irskih republikancev v Derryju in Newryju.
- 2. – 10. avgust - eden najmočnejših zabeleženih Sončevih izbruhov v zgodovini povzroči pojav obsežnih severnih sijev in izpade telefonskih omrežij.
- 1. september - Bobby Fischer premaga Borisa Spaskega v »dvoboju stoletja« v Reykjaviku in postane svetovni šahovski prvak.
- 6. september - na olimpijskih igrah v Münchnu skupina arabskih teroristov Črni september ugrabi in umori 11 izraelskih športnikov.
- 10. september - brazilski dirkač Emerson Fittipaldi zmaga na dirki za VN Italije in postane najmlajši svetovni prvak v Formuli 1.
- 9. oktober - Napad na gimnaziji v Zadru
- 13. oktober - potniško letalo na poti iz Montevidea strmoglavi v Andih na višini več kot 3.600 m; preživele, ki so se morali zateči h kanibalizmu, najdejo šele konec decembra.
- 16. november - UNESCO sprejme Konvencijo o zaščiti svetovne kulturne in naravne dediščine.
- 28. november - v pariškem zaporu La Santé sta izvršeni zadnji smrtni kazni v  Franciji.
- 29. november - podjetje Atari da na trg Pong, prvo komercialno uspešno video igro.
- 7. december - proti Luni je izstreljena odprava Apollo 17 z astronavti Geneom Cernanom, Ronaldom Evansom in Harrisonom Schmittom na krovu, do danes zadnja odprava s človeško posadko, ki je pristala na Luni.
- 21. december - Vzhodna in Zahodna Nemčija se medsebojno priznata.
- 23. december - v hudem potresu z epicentrom blizu nikaragovske prestolnice Manague umre po ocenah med 5.000 in 12.000 ljudi.
- 29. december - za promet je odprt prvi odsek slovenske štiripasovne avtoceste, od Vrhnike do Postojne.
- 31. december - v ZDA stopi v veljavo prepoved pesticida DDT.

## Rojstva
- 5. januar - Sakis Rouvas, grški pevec, igralec in fotomodel
- 7. januar - Alenka Bikar, slovenska atletinja
- 15. februar - Jaromír Jágr, češki hokejist
- 17. februar - Billie Joe Armstrong, ameriški pevec in kitarist
- 22. februar - Michael Chang, ameriški tenisač
- 4. marec - Jos Verstappen, nizozemski dirkač
- 6. marec - Shaquille O'Neal, ameriški košarkar
- 22. marec - Olivér Várhelyi, madžarski politik, pravnik in diplomat, evropski komisar
- 25. marec - Alejandra Frausto Guerrero, mehiška političarka in odvetnica
- 26. marec - Aleksandra Pivec, slovenska kemijska tehnologinja in političarka
- 30. marec - Heiko Ruprecht, nemški igralec
- 1. april - Florin Cîțu, romunski politik
- 16. april - Conchita Martínez, španska tenisačica
- 19. april - Rivaldo, brazilski nogometaš
- 20. april - Željko Joksimović, srbski pevec
- 21. april - Severina, hrvaška pevka
- 24. april - Jure Košir, slovenski alpski smučar
- 5. maj - Brigitta Boccoli, italijanska gledališka in filmska igralka
- 16. maj - Andrzej Duda, poljski politik in predsednik Poljske
- 21. maj - Notorious B.I.G., ameriški raper († 1997)
- 23. maj - 
  - Rubens Barrichello, brazilski dirkač Formule 1
  - Patrik Greblo, slovenski dirigent, skladatelj in aranžer zabavne glasbe
- 28. maj - Tino Mamić, slovenski zgodovinar, profesor, novinar, književnik in publicist
- 6. junij - Noriaki Kasai, japonski smučarski skakalec
- 17. junij - Iztok Čop, slovenski veslač
- 23. junij - Zinedine Zidane, francoski nogometaš
- 24. junij - Denis Žvegelj, slovenski veslač
- 28. junij - Ngô Bảo Châu, vietnamski matematik
- 4. julij - Tomio Okamura, češko-japonski politik
- 8. julij - Tina Gorenjak, slovenska gledališka in filmska igralka ter pevka
- 30. avgust - 
  - Cameron Diaz, ameriška filmska igralka
  - Pavel Nedvěd, češki nogometaš
- 21. september - Liam Gallagher, angleški pevec
- 27. september - Gwyneth Paltrow, ameriška igralka
- 17. oktober - Eminem, ameriški raper
- 22. oktober - Arūnas Dulkys, litvanski ekonomist in družboslovec
- 1. november - Toni Collette, avstralska igralka
- 4. november - Luís Figo, portugalski nogometaš
- 7. november - Andrej Hofer, slovenski novinar, televizijski voditelj in urednik
- 18. november - Sophie Honey, britanska diplomatka, veleposlanica Združenega kraljestva v Sloveniji
- 29. november - Andreas Goldberger, avstrijski smučarski skakalec
- 4. december - Joži Šalej, slovenski pianist, pevec in glasbeni pedagog
- 7. december - Hermann Maier, avstrijski alpski smučar
- 18. december - Alyssa Milano, ameriški televizijska in filmska igralka, pevka ter producentka
- 29. december - Jude Law, britanski igralec

## Smrti
- 12. januar - František Čap, češki režiser in scenarist (* 1913)
- 14. januar - kralj Frederik IX. Danski (* 1899)
- 9. februar - Nikolaj Ivanovič Krilov, ruski general (* 1903)
- 20. februar - Maria Goeppert-Mayer, nemška fizičarka, nobelovka (* 1906)
- 25. februar - Hugo Dyonizy Steinhaus, poljski matematik (* 1887)
- 24. marec - Milko Kos, slovenski geograf in zgodovinar (* 1892)
- 27. marec - Maurits Cornelis Escher, nizozemski grafik (* 1898)
- 9. april - James F. Byrnes, ameriški politik in pravnik (* 1882)
- 16. april - Jasunari Kavabata, japonski pisatelj, nobelovec (* 1899)
- 27. april - Kwame Nkrumah, ganski politik (* 1909)
- 2. maj - J. Edgar Hoover, ameriški politik (* 1895)
- 14. maj - Maks Wraber, slovenski botanik (* 1905)
- 28. maj - kralj Edvard VIII. Britanski (* 1894)
- 13. junij - Georg von Békésy, madžarski biofizik, nobelovec (* 1899)
- 18. junij - Milton Lasell Humason, ameriški astronom (* 1891)
- 10. avgust - France Stele, slovenski umetnostni zgodovinar (* 1886)
- 11. avgust - Max Theiler, južnoafriški virolog, nobelovec (* 1899)
- 1. oktober - Louis Leakey, britanski arheolog (* 1903)
- 5. oktober - 
  - Ivan Jefremov, ruski arheolog in pisatelj (* 1908)
  - Solomon Lefschetz, ameriški matematik (* 1884)
- 26. oktober - Igor Ivanovič Sikorski, rusko-ameriški letalski konstruktor in inženir (* 1889)
- 1. november - Ezra Pound, ameriški pesnik in kritik (* 1885)
- 25. november - Henri Coandă, romunski izumitelj (* 1886)
- 28. november - Princesa Sibyla Saxe-Coburg-Gothska (* 1908)
- 1. december - Antonio Segni, italijanski politik (* 1891)
- 11. december - Jovan Hadži, slovenski biolog (* 1884)
- 23. december - Andrej Nikolajevič Tupoljev, ruski letalski konstruktor (* 1888)
- 26. december - Harry S. Truman, ameriški predsednik (* 1884)

## Nobelove nagrade
- Fizika - John Bardeen, Leon Neil Cooper, John Robert Schrieffer
- Kemija - Christian B. Anfinsen, Stanford Moore, William H. Stein
- Fiziologija ali medicina - Gerald M. Edelman, Rodney R. Porter
- Književnost - Heinrich Böll
- Mir - ni bila podeljena
- Ekonomija - John Hicks, Kenneth Arrow